# Can Bosc (Bigues)
Can Bosc és una masia a el Rieral de Bigues, l'actual centre del poble de Bigues, a l'esquerra del Tenes. És a prop i al sud-oest de Ca l'Arcís, en el carrer d'Anna Mogas, a tocar de la plaça que ocupa l'antiga Quintana de Can Vedell, quasi a la cantonada amb el carrer del Pedregar.